# Civetta (araldica)
In araldica, la civetta, uccello dedicato ad Atena/Minerva e simbolo di Atene, assume il significato di prudenza, di silenzio e di vittoria. Analogo significato ha il gufo.

civetta rivoltata
Di rosso, al gufo d'argento (Village-Neuf, Francia)
D'azzurro, al gufo d'oro (Steinbach, Germania)
Civetta al naturale (Vugelles-La Mothe, Svizzera)
Gufo rivoltato d'oro (Winsen, Germania)
Tre civette di nero, imbeccate, membrate e allumate di rosso (Casson, Francia)
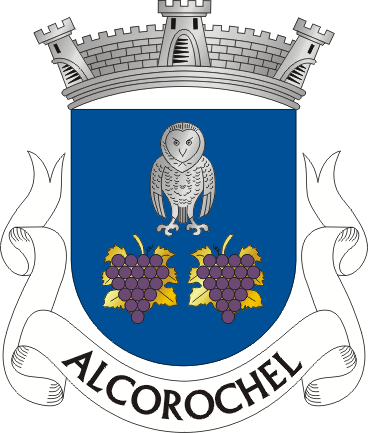
(Alcorochel, freguesia di Torres Novas, Portogallo)
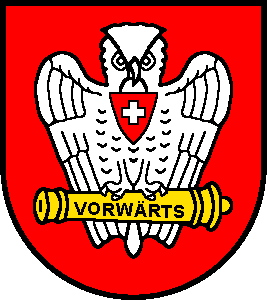
(Langendorf, Svizzera)
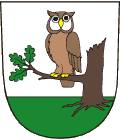
(Jílové, Repubblica Ceca)
Barbagianni d'oro (Krüzen, Germania)

## Posizione araldica ordinaria
La civetta si rappresenta, di norma, posta di profilo e con la testa di fronte. È interessante notare che questa particolare posizione probabilmente deriva da quella della civetta rappresentata nelle monete dell'antica Atene, di cui era simbolo e che è stata ripresa in seguito dalle monete greche da un euro.